# Балинт Терек
Балинт Терек (мађ. Török Bálint; 1502—1550) био је угарски племић, војни командант, бан Београда и господар тврдог Чеснека и трговишта Суботице.

## Биографија
Балинт Терек је 1524. године дао трговиште Суботицу заједно с више других поседа у залог својим ујацима Иштвану и Балажу Суљоку за 5.500 форинти.
Следеће година вратио је ујацима позајмљени износ у новом новцу који је међутим вредио мање од старог. Незадовољни понуђеним новцем, ујаци су одбили да му врате залог. На то је Балинт покренуо против Суботице војску својих сервитора и кметова која је бројала укупно 1.425—1.430 људи. После тродневне опсаде, Суботица је пала под Балинтову власт. Тако је Балинт присилио своје ујаке да прихвате новац.
Против учесника покренут је 1525. судски процес. Међутим, даљи развој догађаја омела су турска освајања.